# Three Oaks (Floryda)
Three Oaks – jednostka osadnicza w Stanach Zjednoczonych, w stanie Floryda, w hrabstwie Lee.